# Daniel Martínez (političar)
Ing. Daniel Martínez (Montevideo, 23. veljače 1957.) urugvajski je političar i gradonačelnik Montevidea od 2015. godine. Po zanimanju je diplomirani inženjer. Član je Urugvajske socijalističke stranke, koja je s vojskom bila na vlasti od državnog udara 1973. do ponovne uspostave demokratskog poretka 1985. godine.
U vrijeme diktature, Martínez je obnašao visoke poslove u samoprozvanoj vladi, zbog čega je kasnije više puta bio prozivan. Nekoliko puta je bio senator gornjeg doma Urugvajskog parlamenta. Prije svog gradonačelničkog mandata, od 3. ožujka 2008. do 31. kolovoza 2009. je obašao dužnost ministra industrije, energetike i rudarstva.
Na izborima za gradonačlenika Montevidea u lipnju 2015., pobijedio je s osvojenih 30,4% glasova uz podršku matične stranke i političkog saveza Široki front.
| Kanditat         | Stranka                    | % glasova |
| Daniel Martínez  | Široki front               | 30,04%    |
| Edgardo Novick   | Partido de la Concertación | 23,01%    |
| Lucía Topolansky | Široki front               | 16,02%    |
| Álvaro Garcé     | Partido de la Concertación | 11.04%    |
| Ricardo Rachetti | Partido de la Concertación | 1,04%     |
| Virginia Cardozo | Široki front               | 1,00%     |
| Ostali           |                            | 2,01%     |

## Vanjske poveznice
- Službene stranice političara  Arhivirana inačica izvorne stranice od 27. ožujka 2016. (Wayback Machine) (šp.)
- Socijalistička stranka Urugvaja (šp.)
- Daniel Martínez  na Twitteru (engl.)